# Departamento Pirané
Pirané es un departamento de la provincia de Formosa, Argentina.
Tiene una superficie de 8.425 km² y limita al norte con el departamento de Pilagás, al este con los departamentos de Pilcomayo, Formosa y Laishí, al sur con la provincia de Chaco y al oeste con el departamento de Patiño.

## Toponimia
El nombre Pirané proviene del guaraní como combinación de las palabras pirá, pez y né, de mal olor, fétido, hediondo. Este era el nombre que los habitantes originarios habían dado a un gran estero, en cuyo centro hay una laguna, que prácticamente desaparece en épocas de sequía. Esto produce la mortandad de los peces, que quedan expuestos sobre el terreno.

## Localidades
La mayor parte de la población del departamento se concentra en la ciudad cabecera y en los otros núcleos urbanos. El resto es población de carácter rural dispersa.
| Cabecera (Población 2010) | Ciudades (Población 2010)                                                                                                |
| ------------------------- | --- |
| Pirané (20 335 hab.)      | - El Colorado (14 228 hab.) - Mayor Vicente Villafañe (4494 hab.) - Palo Santo (6379 hab.) - Villa Dos Trece (4675 hab.) |

## Demografía
El censo nacional de 1947 registró por primera vez la población del departamento Pirané, —entonces dentro de la jurisdicción del territorio nacional de Formosa—, que ascendía a 21 688 habitantes. El siguiente censo nacional se realizó en 1960 y relevó una población de 36 217 habitantes, con población urbana que ascendía a 9040 habitantes. Diez años después, el censo de 1970 relevó una población de 44 750 habitantes, 8327 de ellos registrados como población urbana. En 1980 las localidades de Pirané, El Colorado, Palo Santo, Villa Dos Trece y Colonia Villafañe ya estaban consolidadas como núcleos urbanos.
Cuenta con 72 804 habitantes (Indec, 2022), lo que representa un incremento promedio anual del 1% frente a los 64 566 habitantes (Indec, 2010) del censo anterior. La mediana de edad se estableció en 29 años.
| Gráfica de evolución demográfica de Departamento Pirané entre 1991 y 2022 |
|                                                                           |
| Fuente: censos nacionales del INDEC                                       |

## Transporte

### Rutas
- Ruta nacional N.º 81
- Ruta provincial N.º 1
- Ruta provincial N.º 3
- Ruta provincial N.º 9
- Ruta provincial N.º 14
- Ruta provincial N.º 16
- Ruta provincial N.º 23

### Pasos Interprovinciales
- Puente Libertad